# R.B. Lynam
Robert Bracey Lynam, detto R.B. (1944), è un ex cestista statunitense, professionista nella ABA.

## Carriera
Venne selezionato dai Cincinnati Royals all'undicesimo giro del Draft NBA 1966 (95ª scelta assoluta).
Disputò 7 partite con i Denver Rockets nella stagione ABA 1967-68.